# Bungerova oáza

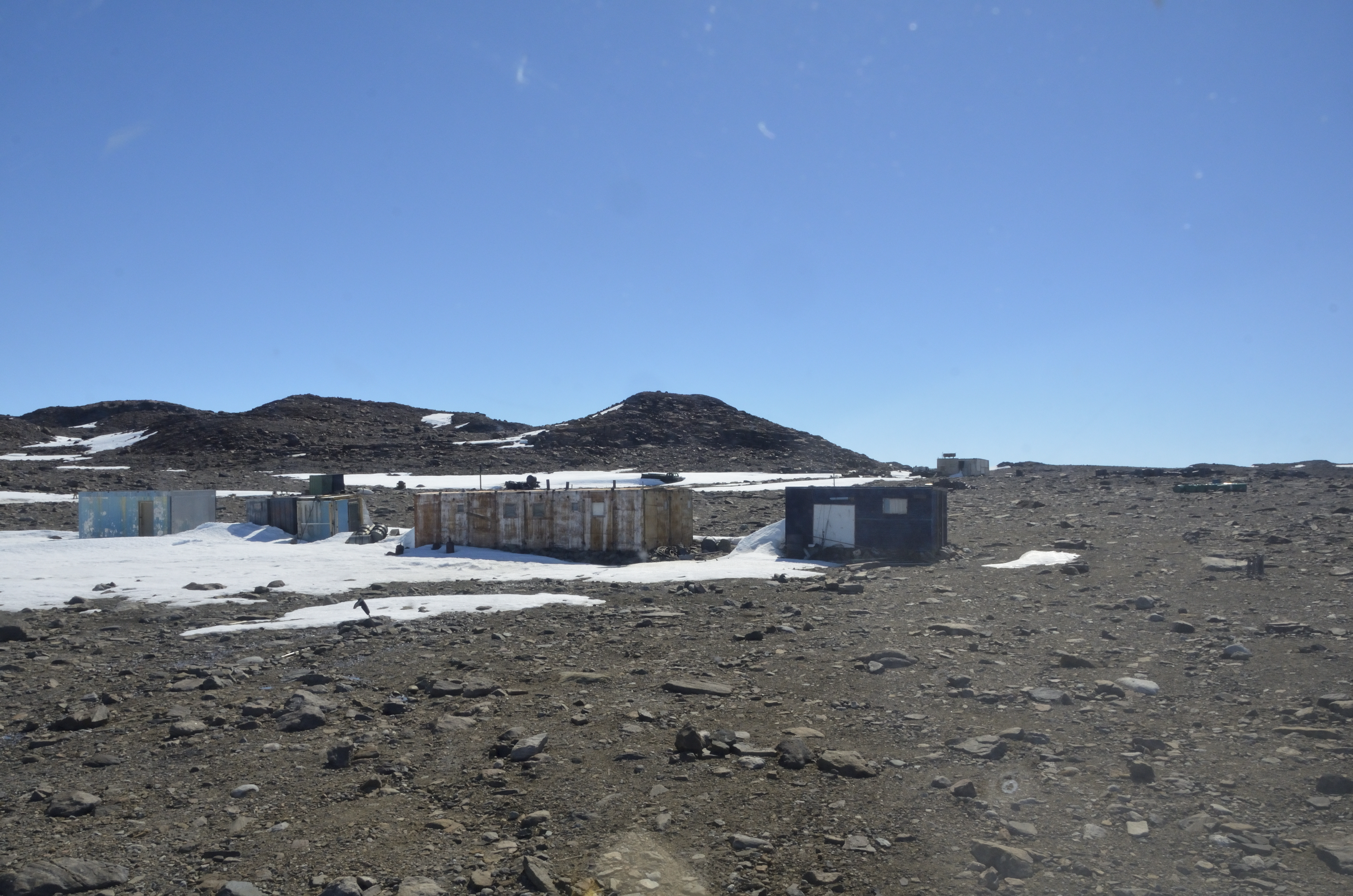
Ruská stanice Oazis 2 (2016)

Bungerova oáza je antarktická oáza na pobřeží Antarktidy v západní části Wilkesovy země mezi 65°58′ až 66°20′ jižní šířky a 100°28′ až 101°20′ východní délky. Její rozloha je 450 km² až 482 km² a nachází se v nadmořské výšce přibližně 150 m. Od moře je oddělena pásem šelfových ledovců. Reliéf oázy je mírně kopcovitý. Nachází se v ní mnoho sladkovodních i slaných jezer. Největší z nich je Figurnoje (také známé pod anglickým názvem Algae).
Oáza byla objevena v roce 1947 americkým letcem Davidem Bungerem. V letech 1956–59 zde prováděla výzkum sovětská vědecká stanice Oazis (Оазис), kterou 23. ledna 1959 Sovětský svaz předal Polsku. Stanice byla přejmenována na Stacja im. Antoniego Bolesława Dobrowolskiego. Z ohledu na těžkou dostupnost byla stanice polskými polárníky využívána jen sporadicky (1958–59, 1965–66, 1979). V současnosti je stanice zakonzervována a připravena pro další případné polské výpravy nebo polárníky z jiných zemí. Nejčastěji se ve stanici zastavují ruští a australští polárníci. Ve stanici byla Australany umístěna referenční stanice GPS. Na počátku roku 2022 na stanici působili polští polárníci vysláni polským institutem geofyziky (PAN) a na místě nainstalovali autonomická geofyzická zařízení pro seismické a magnetické měření.
V roce 1986 Austrálie na okraji Bungerovy oázy zřídila letní stanici Edgeworth David Base.
V roce 1987 Sovětský svaz vybudoval stanici Oazis 2 ve vzdálenosti 200 metrů od polské polární stanice, ale v 90. letech ji Rusko přestalo používat.